# Беліцер Віра Миколаївна
Бе́ліцер Ві́ра Микола́ївна (*23 березня 1903, місто Рязань — †4 квітня 1983, місто Москва) — етнограф, доктор історичних наук (1959).

## Біографія
Віра Миколаївна народилась у місті Рязань. 1925 року закінчила Московський державний університет і до 1941 року працювала в Музеї народів СРСР (Москва), з 1943 року — в Інституті етнографії Академії наук СРСР (Москва).

## Наукова робота
Наукова діяльність присвячена вивченню традиційних жител, костюма, прикрас, вірувань, родинної системи та інших аспектів матеріальної і духовної культури фіно-угорських народів (комі, марійців, мордва, удмуртів), взаємовпливу та взаємозв'язків народів Поволжя та Приуралля. Брала участь у етнографічних експедиціях по Башкортостану. 1937 року зібрала матеріали з декоративного-прикладного мистецтва та побуту башкирів. У 1960-ті роки в ході Мордовської етнографічної експедиції дослідила традиційний побут і звичаї мордва Башкортостану. Частина зібраної колекції (24 предмети) зберігається в Державному історичному музеї (Москва), інша (дитячі іграшки) — в Музеї іграшок (Сергієв Посад).

### Наукові праці
- У башкирских детей // Советская игрушка. 1938, № 6
- Башкиры // Очерки общей этнографии. Европейская часть СССР. Москва, 1968 (співавторство)
- Этнографические параллели в культуре башкир и мордвы // Археология и этнография Башкирии. Том 4. Уфа, 1971